# Castell de Chambord
El castell de Chambord és des castells més coneguts de la vall del Loira. Va ser construït com un pavelló de caça per a Francesc I de França, que tenia les seves residències reials al castell de Blois i al castell d'Amboise. És d'estil renaixentista francès, que barreja formes tradicionals medievals amb estructures clàssiques italianes. És el castell més gran de tot el conjunt de castells del Loira.
Va ser construït per ordre de Francesc I per acostar-se a la seva amant la comtessa de Thoury, que hi vivia a prop. Es va construir entre 1519 i 1547 sobre una corba del riu Cosson, petit afluent del Beuvron, al seu torn afluent del Loira, aproximadament a 6 km de la riba esquerra del Loira, i a 14 km a l'est de Blois, al departament de Loir i Cher, a França.
És una de les mostres més notables de l'arquitectura renaixentista francesa. Probablement, el projecte fou dissenyat per l'italià Domenico da Cortona, però el realitzà Pierre Nepveu, dit Trinqueau. El cos central, de planta quadrada i coronat per un bosc de xemeneies, conté una doble escala helicoidal; a l'exterior, grans torres cilíndriques voregen els angles de l'edifici i del cos central.

## Arquitectura
El disseny original del castell va ser fet per Domenico da Cortona, però va ser canviat durant els vint anys que va dura la construcció (1519-1539). Encara que es creu que Leonardo da Vinci s'hauria implicat en el disseny original quan era convidat del rei Francesc I, va viure i va treballar a Clos Lucé, prop d'Amboise.
Al castell destaquen vuit grans torres, 440 habitacions, 365 xemeneies, i 84 escales. Un dels tocs de llum arquitectònics més coneguts entre el gran públic és l'hèlix doble de l'espectacular escala oberta on la gent pot pujar i baixar al mateix temps sense topar-se amb l'altra persona.
El castell està envoltat per 52,5 km² d'arbres, que formen un bosc de 31 quilòmetres. Arquitectònicament, és un quadrilàter on, a l'interior, hi ha la torrassa a la banda nord. Dins de la torrassa, a la cruïlla dels grans vestíbuls perpendiculars on donen les estances, l'escala de trams dobles uneix les circulacions verticals i horitzontals, i permet pujar a les terrasses o baixar cap al pati central. En sortir de les sales, s'arriba a un vestíbul amb finestres en un extrem i la gran escala visible.
Durant més de vuitanta anys després de la mort de Francesc I, els reis francesos següents no van donar cap mena d'atenció al castell, i el van deixar deteriorar amb el pas del temps. Finalment, el 1639, el rei Lluís XIII el va donar al seu germà Gastó d'Orléans, que va restaurar-lo i evitar que el castell caigués en la ruïna.

### La torrassa i escala de doble hèlix

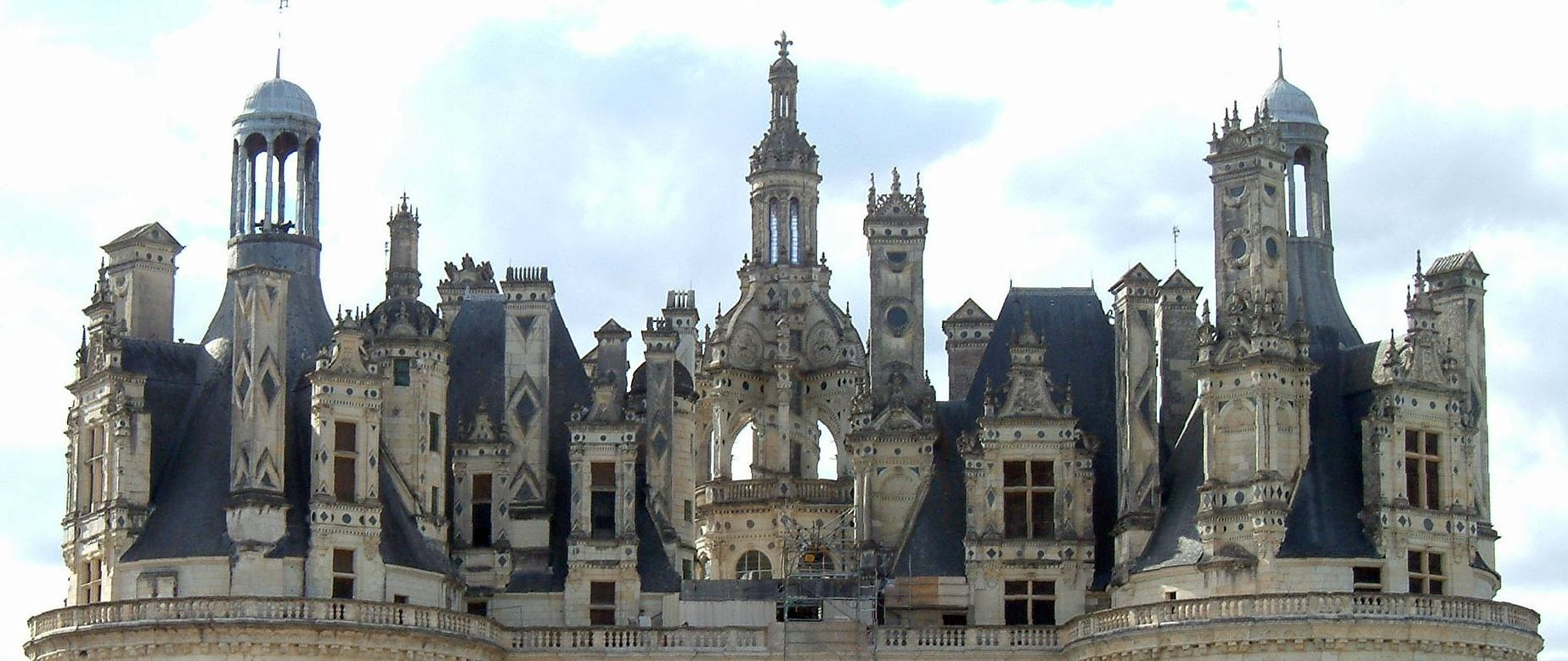
Vista dels sostres i xemeneies

Iniciat el 1519, aquest cos central del castell,encara que de construcció francesa, amb les seves torres d'angle, ja està inspirat en l'arquitectura italiana amb les façanes i motllures horitzontals. Està rematat per una torre llanterna decorada, al voltant de la qual es despleguen les terrasses.
Al centre s'eleva la famosa escala de trams dobles amb un decorat esculpit, que és una de les obres mestres del Renaixement francès.
Adornada amb dos plecs espirals i imbricada sobre un nucli buit, permet albirar des d'un dels dos trams les persones que prenen l'altre tram sense encreuar-se.
Al voltant d'aquesta escala, es comuniquen quatre sales que formen una creu i que distribueixen quatre parts d'habitatge. L'excepció de Chambord resideix en aquesta opció totalment nova del pla centrat. El castell podria haver estat obra de Leonardo da Vinci, com afirma la tradició, però no hi ha cap prova d'aquesta llegenda.
La torrassa està rematada per les terrasses, que ofereixen a la vegada l'espectacle de les seves múltiples torres rematades per altes teulades de pissarra i un magnífic panorama sobre la propietat.

### La capella
Una galeria uneix la torrassa amb la capella que, començada per Francesc I, no es va acabar per Jules Hardouin Mansart fins a l'ordre donada per Lluís XIV. De dimensions excepcionals, ocupa dos pisos.

### L'estança de LluísXIV
Es van unir i tapiar dues parts a la zona del vestíbul nord, per respectar les regles d'etiqueta que exigien que la suite reial sigui al centre de la façana principal. Va ser habitada successivament per Lluís XIV, Estanislau I de Polònia i després també pel mariscal de Saxònia.

### Les estances delseglexviii
Chambord mai va estar tan habitat com durant el segle de les Llums. Per evocar, segons el gust dels criteris de confort de l'època, volums reduïts per la creació de recambres, sostres rebaixats, xemeneies, encastades dins les grans xemeneies del segle xvi.

### Els habitants de Chambord
- Francesc I de França. Constructor del castell. Va instal·lar la seva estança a l'ala nord.
- Enric II de França. El seu fill va continuar les obres entre 1547 i 1559 i va construir-hi la capella.
- Gastó Joan Baptista de França. Germà de Lluís XIII de França, va iniciar-ne la primera restauració entre 1670 i 1643.
- Lluís XIV de França. Va crear la seva estança en el centre de l'edifici (façana frontal). Molière va realitzar el 1670 la primera representació de Le bourgeois gentilhomme a la sala dels guàrdies al primer pis.[3]
- Estanislau I de Polònia. Sogre de Lluís XV i rei de Polònia a l'exili, que va habitar-lo des del 1725 fins al 1733.
- El mariscal de Saxònia. Rep la propietat de Lluís XV el 1745, després de la seva victòria de Fontenoy, i realitza allà sumptuoses festes. Hi va morir el 1750.
- El mariscal de Berthier. Rep com a regal el castell de Napoleó I el 1890.
- El comte de Chambord, net de Carles X, que hagués pogut convertir-se en rei sota el nom d'Enric V, però no va accedir mai al tron i va morir exiliat el 1883. Va ser aquí des d'on va llançar el seu manifest als francesos, en el qual declarava la seva adhesió a la bandera blanca.
- Finalment, el Govern francès. L'estat compra la propietat als hereus del comte de Chambord el 1930.

### Galeria

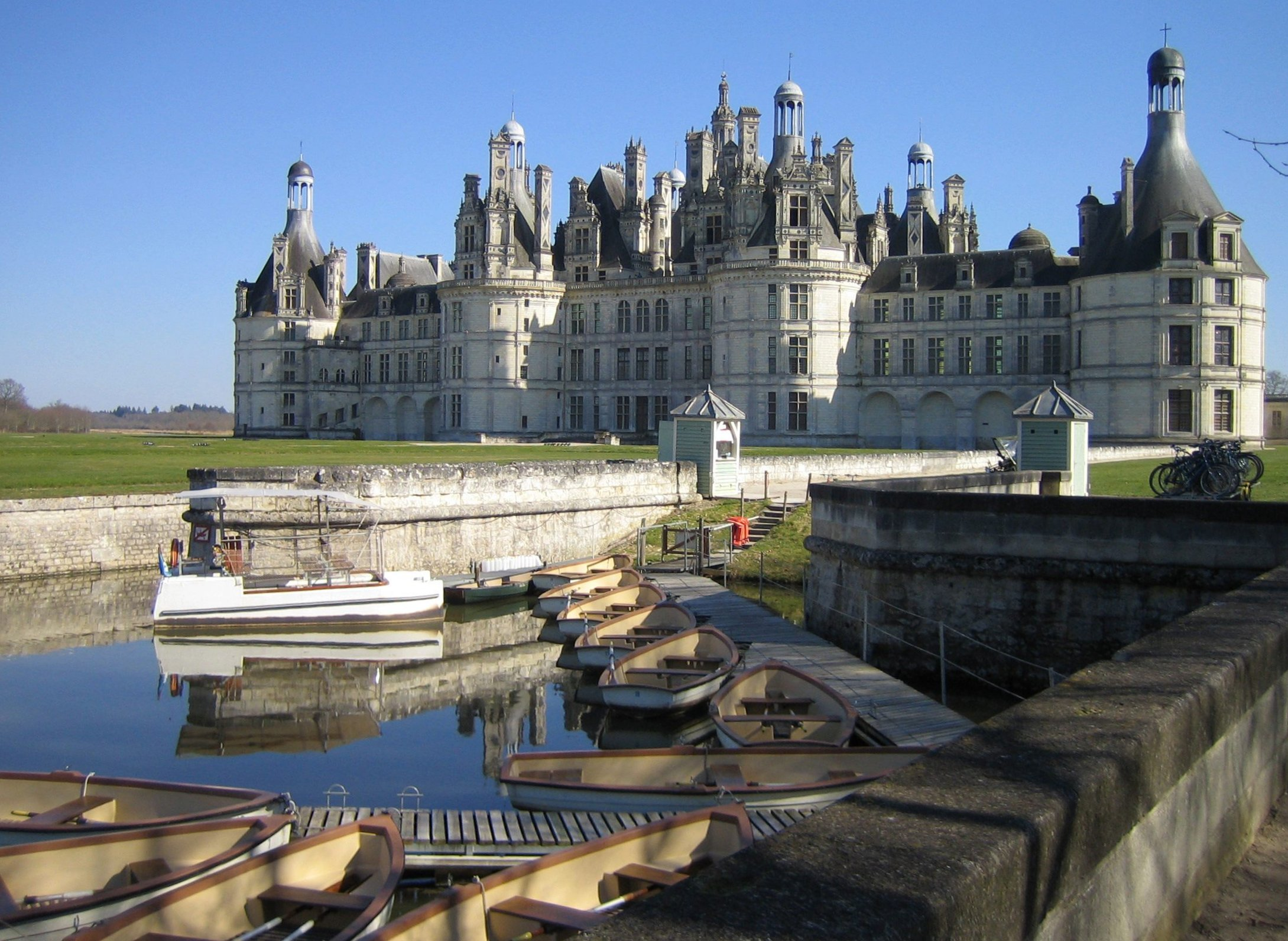
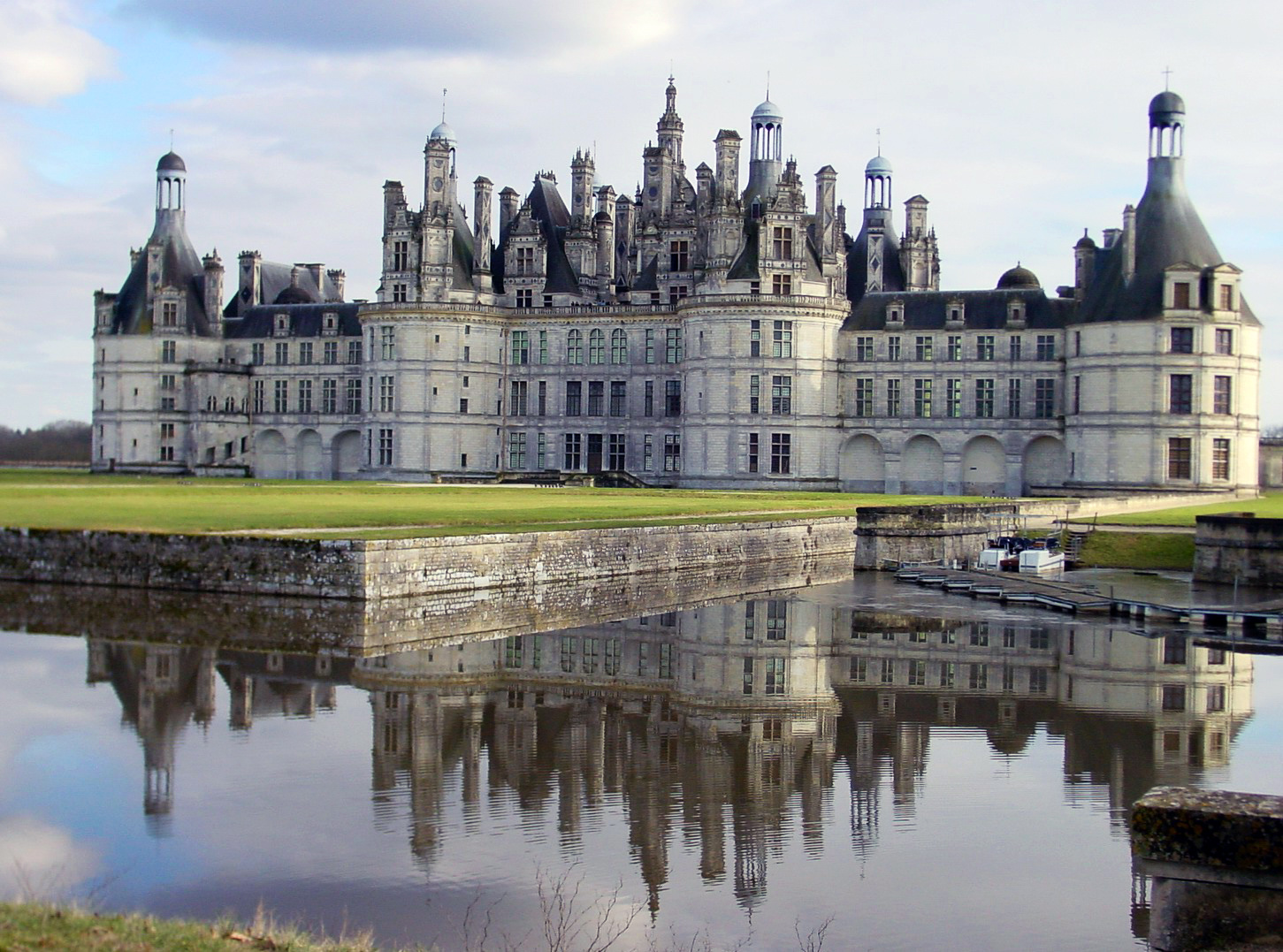
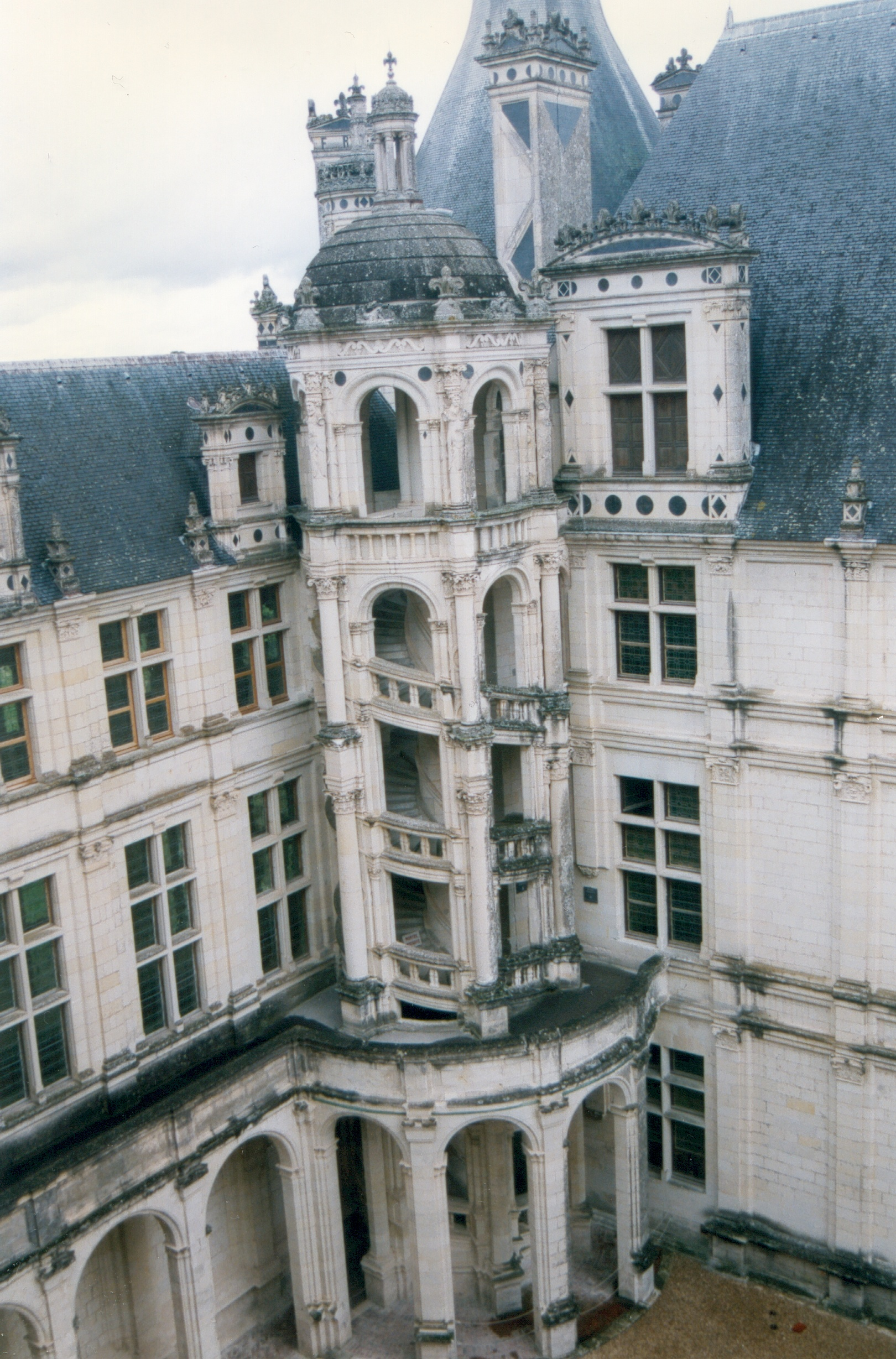
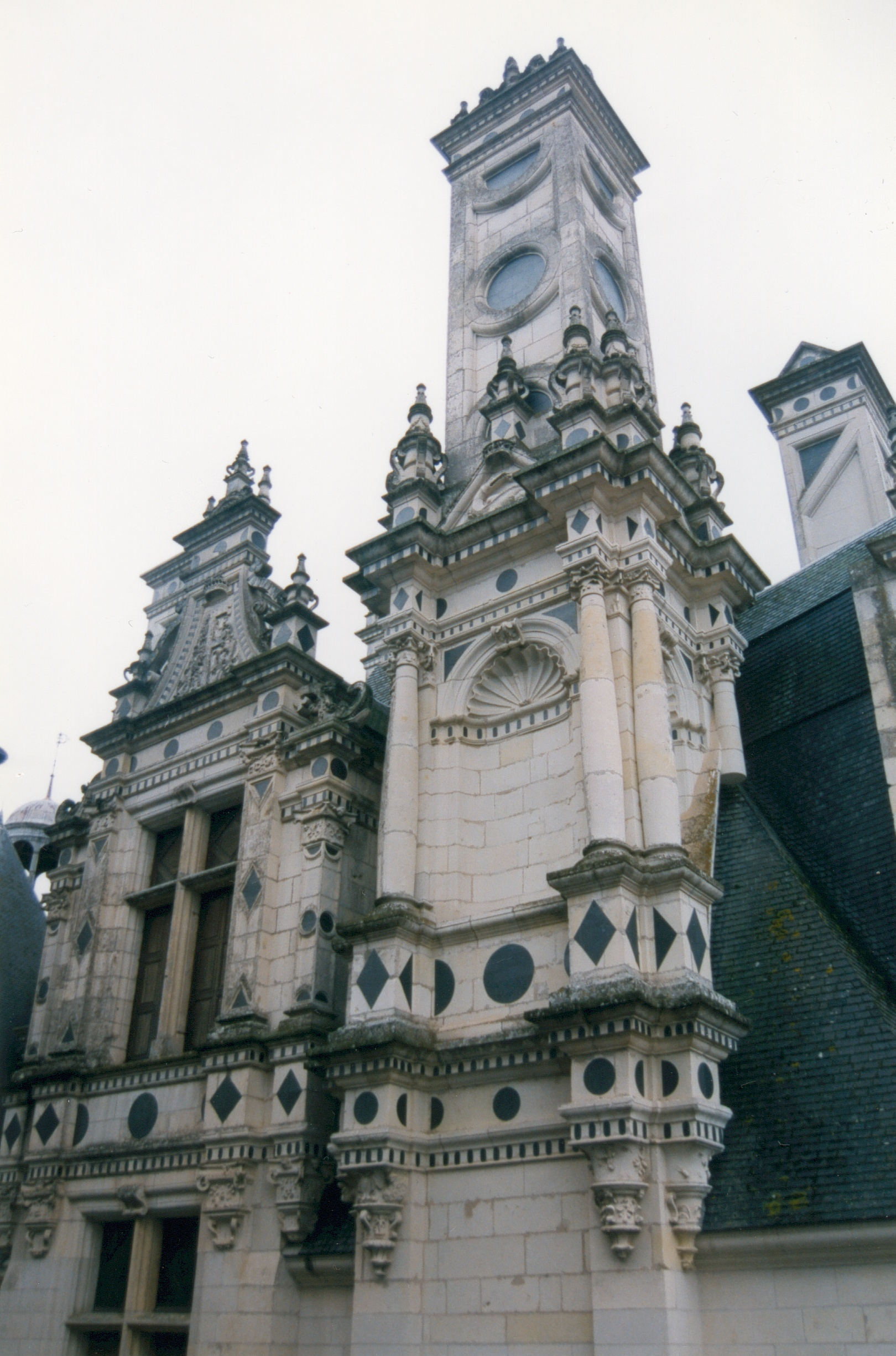
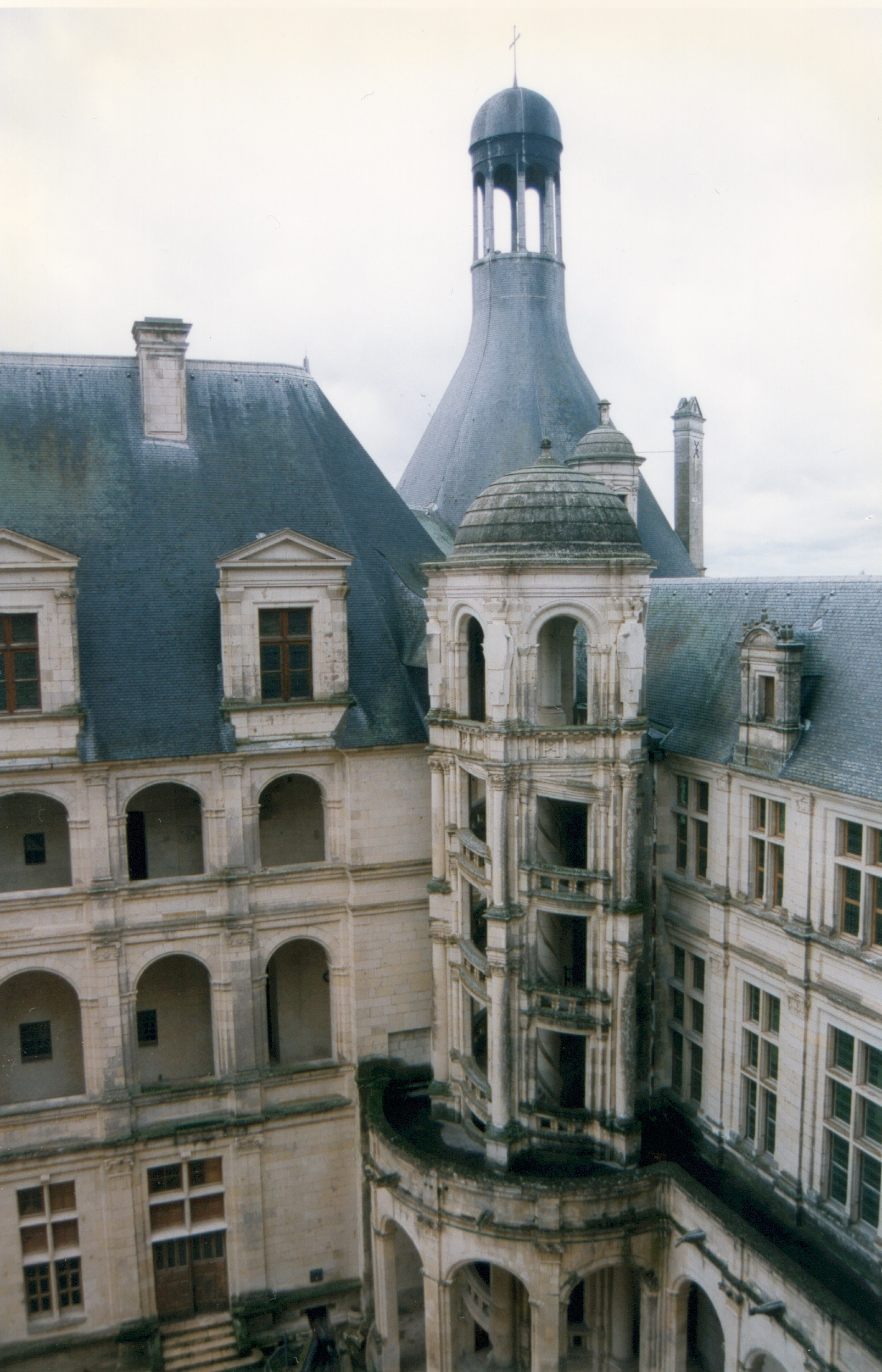
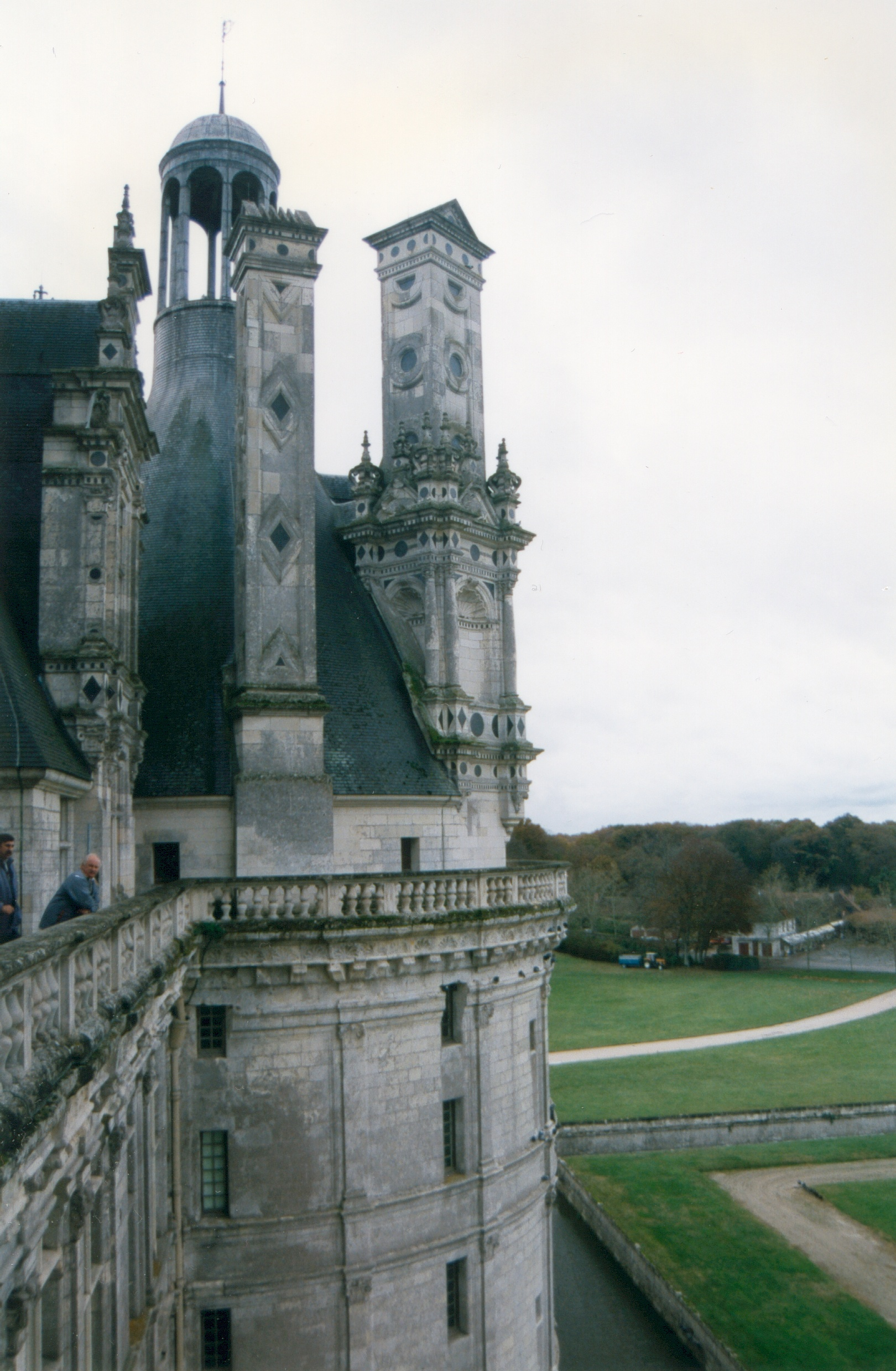
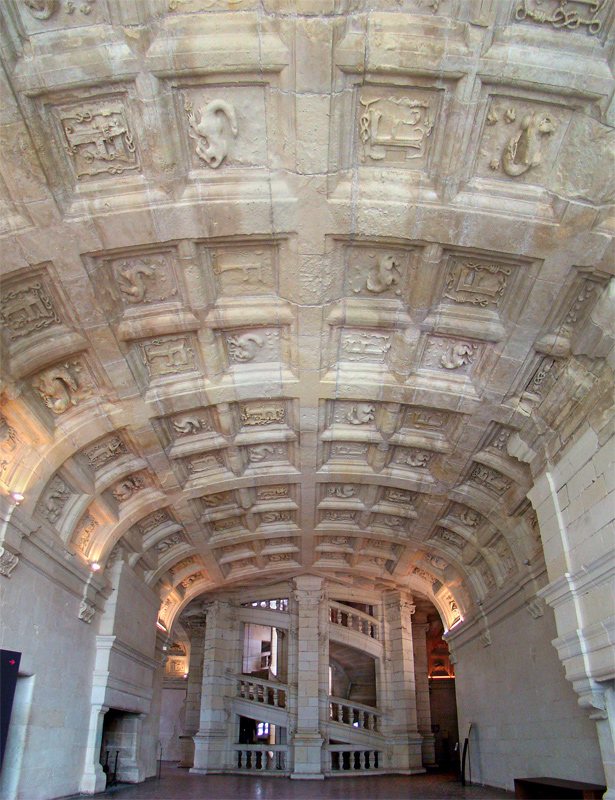
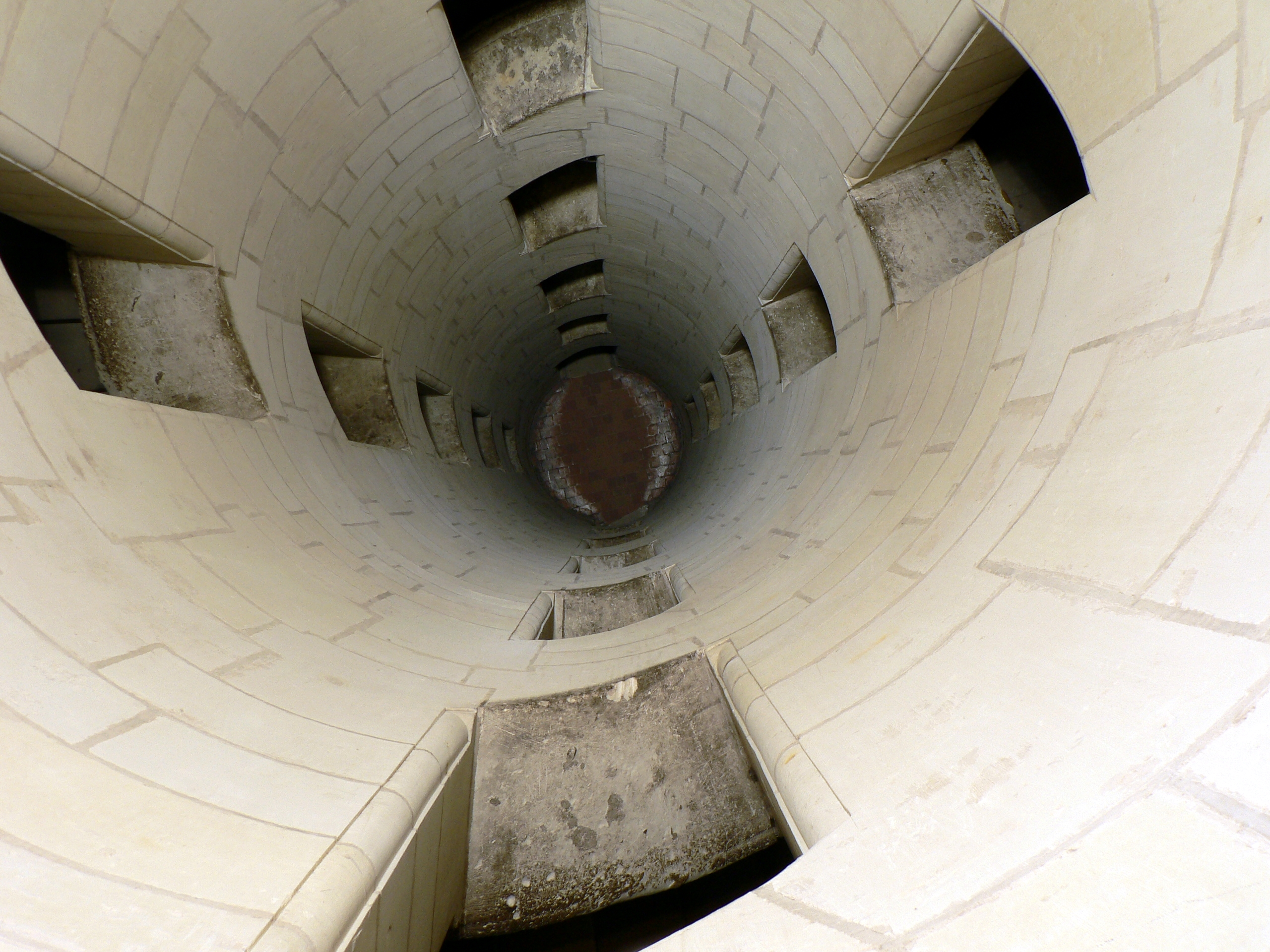
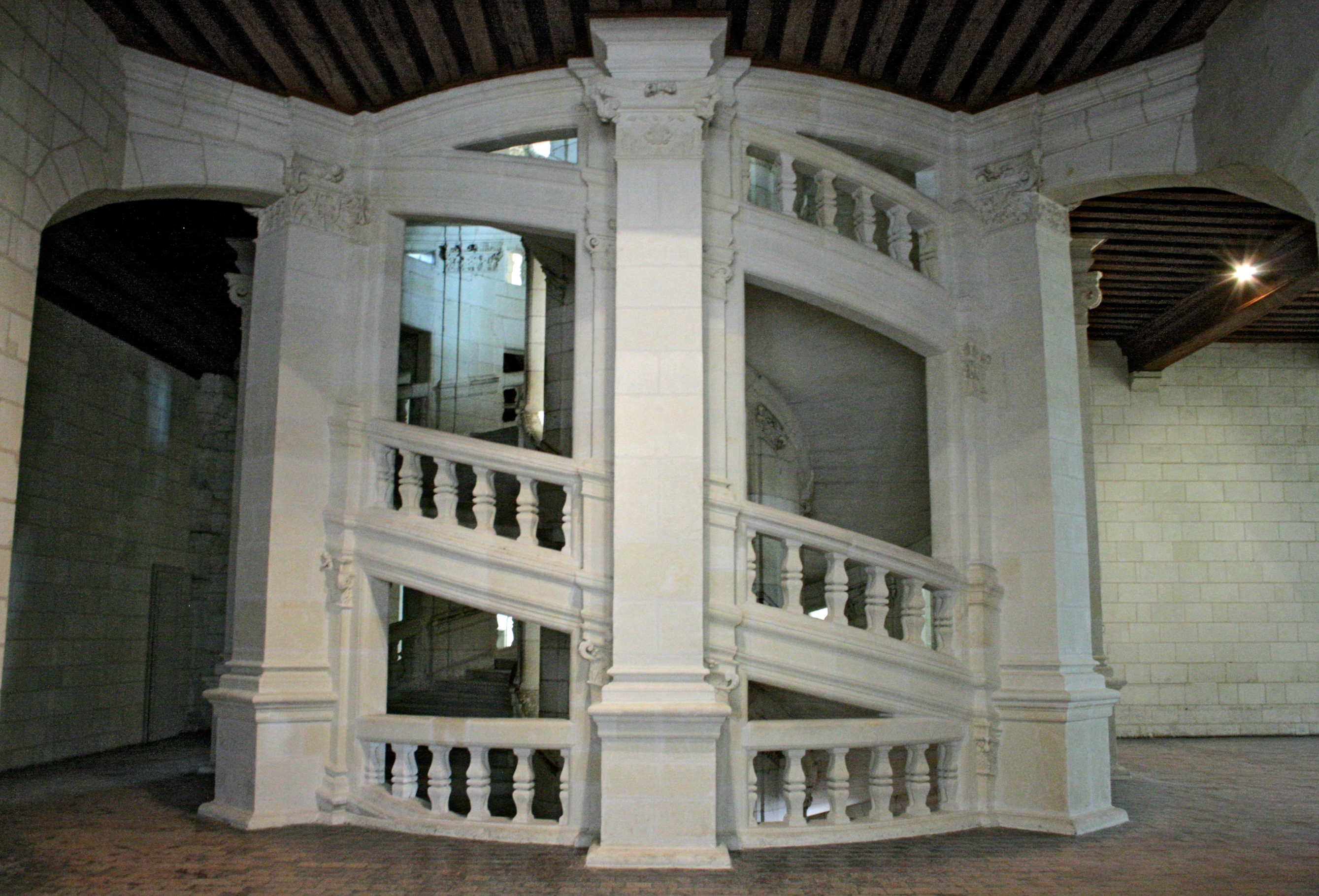